# Фатово
Фа́тово (болг. Фатово) — село в Смолянській області Болгарії. Входить до складу общини Смолян.

## Населення
За даними перепису населення 2011 року у селі проживали 107 осіб, усі — болгари.
Розподіл населення за віком у 2011 році:
Динаміка населення: